# Clive Sinclair
Clive Marles Sinclair (30. července 1940 Surrey – 16. září 2021 Londýn) byl britský vynálezce a podnikatel známý jako „otec“ domácích počítačů ZX80, ZX81 a zejména řady počítačů ZX Spectrum vyráběných od roku 1982 jeho firmou Sinclair Research.
Sinclair se nejdříve ve své firmě Sinclair Radionics zabýval výrobou audio a tv techniky a elektroniky. Další jeho inovativní výrobky z oblasti počítačů a elektromobility se nesetkali s komerčním úspěchem a finanční problémy ho také donutili čtyři roky po uvedení nejúspěšnějšího počítače tuto značku odprodat.
U příležitosti jeho 43. narozenin v době úspěchu se ZX Spectrem mu byl udělen titul Sir.

## Dětství, dospívání
Pocházel z rodiny, kde otec George William Carter Sinclair a děda George Sinclair byli techničtí inženýři. Měl dva mladší sourozence, bratra Iaina a sestru Fionu. V dětství byl raději ve společnosti dospělých lidí, od kterých se mohl něco naučit. Cliva bavila elektronika, které měl plný pokoj. V 10 letech nastoupil na střední školu. Středních škol prošel několik, závěrečné zkoušky vykonal v roce 1955 na Highgate school. Ve škole byl vynikající v předmětech, které ho bavily, naopak v předmětech, které ho nebavily, raději psal příspěvky do časopisu Practical Wireless. V 18 letech se rozhodl nenastoupit na vysokou školu a raději přijal místo asistenta vydavatele tohoto časopisu. Poté, co se rozpadla redakční rada tohoto časopisu, vedl ho sám.

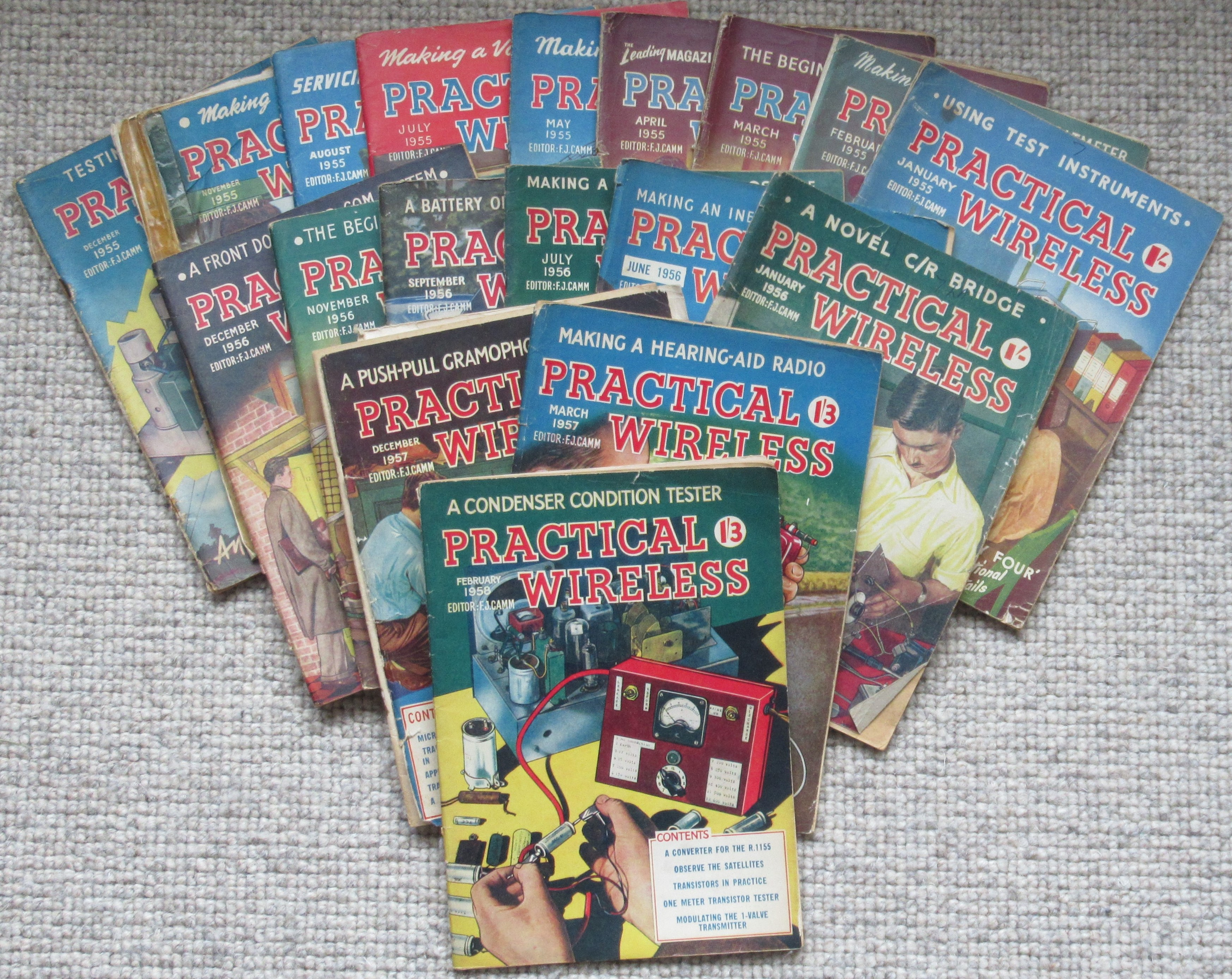
Sbírka magazínu Practical Wireless, z let 1950.

## Začátky vlastního podnikání
Dne 25. července 1961 si nechal zaregistrovat společnost Sinclair Radionics, jejímž prvním výrobkem se mělo stát miniaturní rádio. Protože ale neměl dostatek financí, přijal nabídku místa technického redaktora časopisu Instrumental Practice. Díky tomu se dostal do bližšího kontaktu s výrobci polovodičových součástek. V redakci časopisu Clive Sinclair pracoval do dubna 1963.
Prvním úspěšným výrobkem společnosti Sinclair Radionics byl miniaturní zesilovač. Druhý výrobek, miniaturní rádio Sinclair Slimline, vyvolal větší zájem, než Sinclair očekával, takže v rámci urychlení výroby byl dodáván pouze jako stavebnice. V roce 1966 vytvořil první miniaturní přenosný televizor Microvision, komerčně se však prodával až model MTV-1 z roku 1977.
Komerční úspěch zaznamenaly jeho kalkulačky, mezi nimi i první skutečně kapesní Sinclair Execiutive z roku 1972, která měla tloušťku pouhých 9 mm a váhu 71 g.

## První počítače
V roce 1979 se prodával počítač Commodore PET za 700 liber a noviny The Financial Times předpovídaly, že ceny počítačů by během pěti let mohly klesnout až na 100 liber. Sinclair se rozhodl toto snížení ceny "urychlit" a v roce 1980 se na trhu objevil počítač ZX80, který se prodával za cenu 99,95 liber jako plně funkční a za cenu 79 liber jako stavebnice. V září 1980 už firma Sinclair Research měla prodaných více než 20 000 kusů počítače ZX80. V září se objevila na trhu přídavná paměť pro ZX80 o velikosti 16 KiB. Během jednoho roku bylo prodáno 70 000 kusů počítače ZX80. V roce 1981 byl uveden model ZX81, který dostal novou verzi BASICu na dvojnásobně velké paměti ROM (8 kB). Opět bylo prioritou udržet co nejnižší cenu, k čemuž pomáhala redukce obvodů využitím zákaznického obvodu ULA a pouhý 1 kB drahé paměti RAM rozšiřitelné externě. S cenou 69,95 liber a 49,95 liber za stavebnicovou verzi dosáhl obrovského komerčního úspěchu a díky dalšímu snižování ceny udržel prodeje až do roku 1983 s celkově víc než 1,5 milionu prodaných kusů.

## ZX Spectrum
Největší úspěch a slávu Sinclairovi přinesl počítač ZX Spectrum. Jak již název napovídá, lákal především možností barevné grafiky oproti jen textovému módu původních modelů. Spolu s větší ROM i RAM nabízel mnohem širší využití, v prvé řadě atraktivní hraní her, které pro něj začala vydávat celá řada společností. Právě vytvoření široké uživatelské a softwarové základny v době nástupu herních domácích počítačů zajistilo ZX Spectru popularitu i v dalších letech, kdy již byly dostupné počítače s lepšími parametry. 
V roce 1983 mu byl za zásluhy v popularizaci počítačů udělen řád rytíř bakalář (Knight Bachelor) a čestný doktorát třech britských univerzit. 

## Úpadek Sinclair Research
Rok 1983 byl pro Sinclaira vrcholem slávy, ale zároveň i počátek obchodních neúspěchů. Již nově uvedené originální příslušenství, mezi nimi nepříliš spolehlivé záznamové médium ZX Microdrive, nemělo obchodní úspěch. Další problém byl plánovaný počítač Sinclair QL, ohlášený jako kvantový skok vpřed (Quantum Leap). Počítač se ale dostal na trh na začátku roku 1984 nedokončený s chybami, s opožděnými dodávkami a bez slibovaného inovativního systému, zklamané zákazníky nelákal ani chybějícím softwarem kvůli nekompatibilitě s počítači ZX Spectrum. Sinclairovi se tak nepodařilo vytvořit úspěšného dostupného nástupce 8bitových domácích počítačů pro náročnější uživatele; těmi se o něco později staly zejména Atari ST a Amiga, které lákaly na grafické prostředí ovládané myší, lepší grafiku a zvuk (počítačová hudba).
Zisk tak nadále přinášelo především ZX Spectrum, Sinclair proto pro něj použil upravenou skříň modelu QL s lepší klávesnicí, čímž vznikl model ZX Spectrum+ prodávaný od podzimu 1984. V průběhu roku 1985 nahradil původní model a snížil cenu, celkově pak výrazně překonal prodeje původního modelu. Problémy s jeho prodejem ve Španělsku kvůli nové legislativě vedly nakonec k vývoji nového počítače ve spolupráci se španělským distributorem Investrónicou. Počítač ZX Spectrum 128K+ spoléhal na osvědčenou značku a byl s původním modelem v režimu 48k plně kompatibilní, přinášel více RAM a hudební čip, další možnosti nabízel po přepnutí do režimu 128k, jako byl nový Basic a grafické režimy.
Prodeje ZX Spectra však nedokázaly Sinclairovi pokrýt výdaje, měl i s neúspěšným projektem elektrovozítkem C5. Pár měsíců po uvedení nového počítače tak byl nucen počítačovou divizi svojí společnosti Sinclair Research společnosti Amstrad.
Od roku 1997 byl Clive Sinclair jediným zaměstnancem Sinclair Research.

## Další aktivity

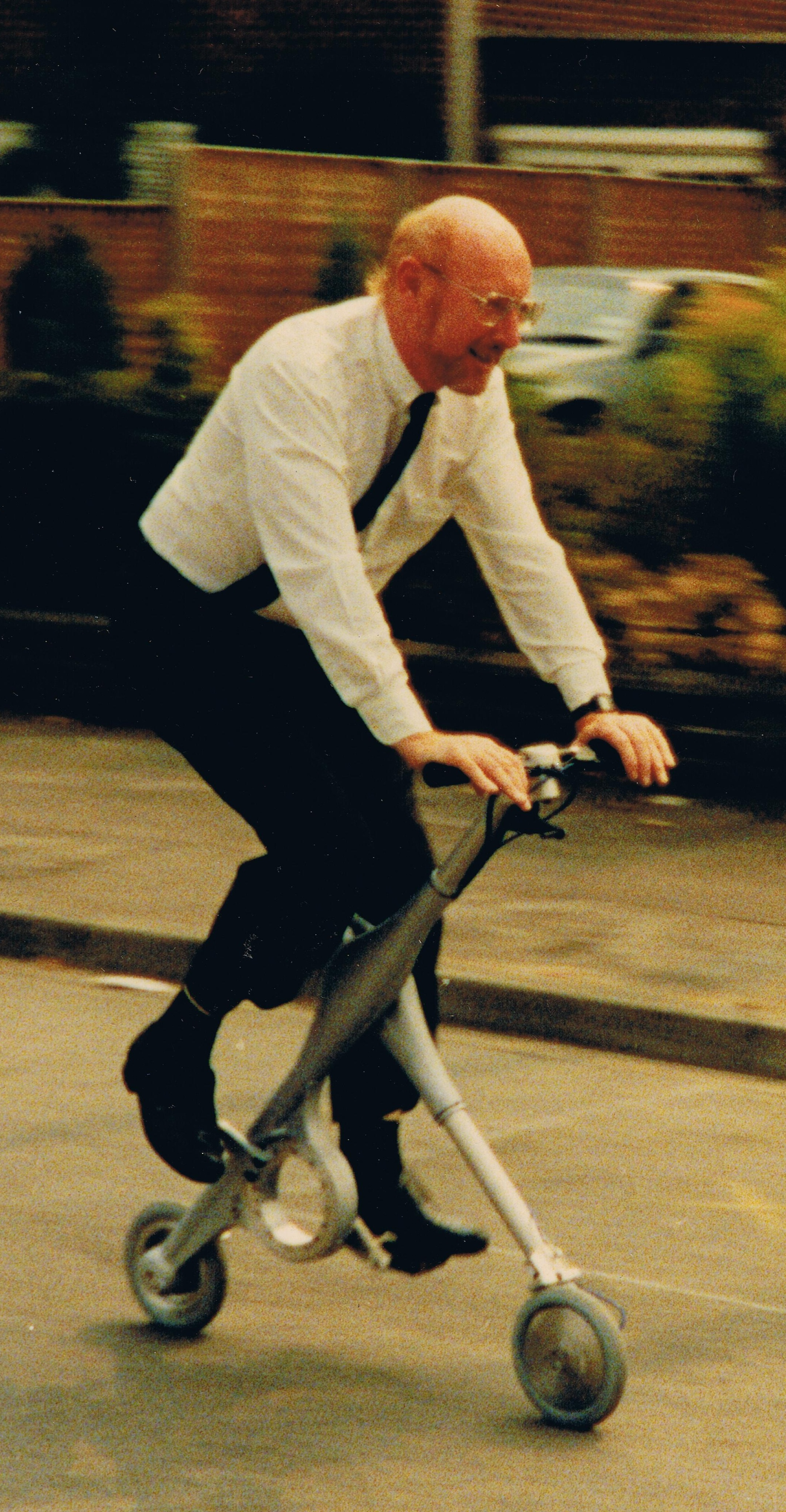
Sinclair na prototypu skládacího kola X-Bike, 1990

Po odprodeji značky ZX Spectrum v roce 1986 Sinclair založil firmu Cambridge Computers a vyvinul počítač Cambridge Z88. Jednalo se o koncept přenosného počítače na AA baterie s úzkým displejem z tekutých krystalů, ale ani s tímto počítačem neuspěl.
Sinclair se věnoval vývoji na poli elektroniky, a snažil se prorazit i do oblasti dopravy i přes neúspěch elektromobilu Sinclair C5. Jeho výrobky jsou např. elektrokolo Zike, skládací kolo A-bike či elektrické kolo Sinclair X-1.

## Rodina
Clive Sinclair měl se svojí první ženou Ann Trevor-Briscoe, se kterou se v roce 1985 rozvedl, tři děti: Belindu, Crispina and Bartholomewa. V roce 2010 se oženil s tanečnicí Angie Bowness, kterou poznal v roce 1996.